# Alexandre Elzéar Layet
Alexandre Elzéar Layet (né le 28 avril 1840 à Toulon et mort le 16 juillet 1916 à Bordeaux) est un médecin principal de la Marine française, spécialiste en santé publique et médecine sociale. Il est considéré comme un précurseur pour l'étude et les investigations concernant les dangers liés au travail et leur prévention.

## Biographie
Fils d’André, docteur en médecine et d’Elzéarine Victorine Ortolan, il fait ses études à l'École de médecine navale de Toulon de septembre 1857 à novembre 1858 pour être nommé médecin de 3e classe. Avec ce grade, il embarque sur l’Algésiras et sert dans les ports de Toulon et Cherbourg. En mai 1859, il embarque sur la frégate Souveraine en campagne au Sénégal, puis jusqu'en 1862, alterne des embarquements sur le Duguay-Trouin, la frégate Cérès, la Mayenne et des services dans les hôpitaux de Brest et de Toulon. Promu en 1862 chirurgien de 2e classe, il est affecté dans les ports de Toulon et de Tanger, jusqu'à son embarquement pour 3 ans, en 1865, sur l'aviso Talisman. Il est nommé en octobre 1868, chirurgien de 1re classe pour ensuite servir en 1870-1871 sur la Provençale et sur la Cérès en mission en Cochinchine.
Il est, en 1872, reçu docteur en médecine, à Montpellier, avec une thèse sur la « Diarrhée endémique des pays chauds et plus spécialement sur la diarrhée dite de Cochinchine ». Embarqué presque aussitôt comme médecin sur la Creuse, le Tarn, le d’Assas, il alterne embarquements et affectations à Toulon, Lorient, Rochefort, jusqu'en 1878.
En 1878, il est reçu professeur agrégé aux Écoles de médecine navale et nommé, au choix du ministre de l'Instruction publique, professeur titulaire d'Hygiène de la faculté de médecine de Bordeaux où il reste 32 ans jusqu'à sa retraite en 1910. Entretemps, en 1897, il est nommé Inspecteur régional d’hygiène et Directeur des services d’hygiène de la ville de Bordeaux. La même année il est nommé médecin principal de réserve de la Marine.

## Distinctions
- Membre correspondant de l’Académie nationale de médecine pour la division d’anatomie et physiologie le 20 février 1894.
- Membre de l’Académie royale de médecine de Belgique[5].
- Officier de la Légion d’honneur le 30 décembre 1897[3].
- Médaille commémorative de la campagne d'Italie (1859)
- Médaille commémorative de l'expédition du Mexique
- Médaille commémorative de Cochinchine (1868-1870)
- Médaille commémorative de la guerre 1870-1871
- Officier de l'Instruction publique (1886)[6]

## Travaux
- Exposé des travaux scientifiques d'Alexandre Layet sur Internet Archive dont :
  - Hygiène des professions et des industries : précédée d'une étude générale des moyens de prévenir et de combattre les effets nuisibles de tout travail professionnel, Paris, J.-B. Baillière et fils, 1875, 560 p. (lire en ligne sur Gallica).
  - Les Idées de réforme dans l'enseignement médical, Bordeaux, de Delmas, 1880, 15 p. (Notice bibliographique sur Gallica).
  - Hygiène et maladies des paysans : Étude sur la vie matérielle des campagnards en Europe, Paris, Masson, 1882, 570 p. (lire en ligne).
  - Arsenicisme professionnel et arsenicisme domestique, Paris, A. Delahaye et P. Lecrosnier, 1882, 88 p. (Notice bibliographique sur Gallica).
  - Traité pratique de la vaccination animale, Paris, Félix Alcan, 1889, 320 p. (lire en ligne).
  - Encyclopédie d'hygiène et de médecine publique : Hygiène industrielle, t. 6, Paris, L. Battaille, 1894, 808 p. (lire en ligne sur Gallica).
  - La santé des Européens entre les Tropiques, vol. 2, Paris, Félix Alcan, 1906, 364 p. (lire en ligne).
- Éditeur scientifique du « Bulletins et mémoires de la Société d'hygiène publique de Bordeaux »[7].